# Umberto Brunelleschi
Pour les articles homonymes, voir Brunelleschi.
Umberto Brunelleschi, né le 21 juin 1879 à Montemurlo en Toscane et mort le 16 février 1949 à Paris 14e, est un peintre, illustrateur et affichiste italien.

## Biographie
Après avoir étudié à l'Académie des beaux-arts de Florence, participé à diverses expositions en Italie, Umberto Brunelleschi quitte son pays natal, en même temps que son ami Ardengo Soffici, et vient s'établir à Paris, où il trouve un travail comme illustrateur pour le journal Le Rire, en novembre 1900. Dans les premières années du XXe siècle, il se lie très rapidement avec le milieu des jeunes poètes fréquentant le Quartier latin et commence à exposer au Salon des indépendants. Il est proche d'autres artistes italiens vivant à Paris, comme le florentin Ottorino Andreini.

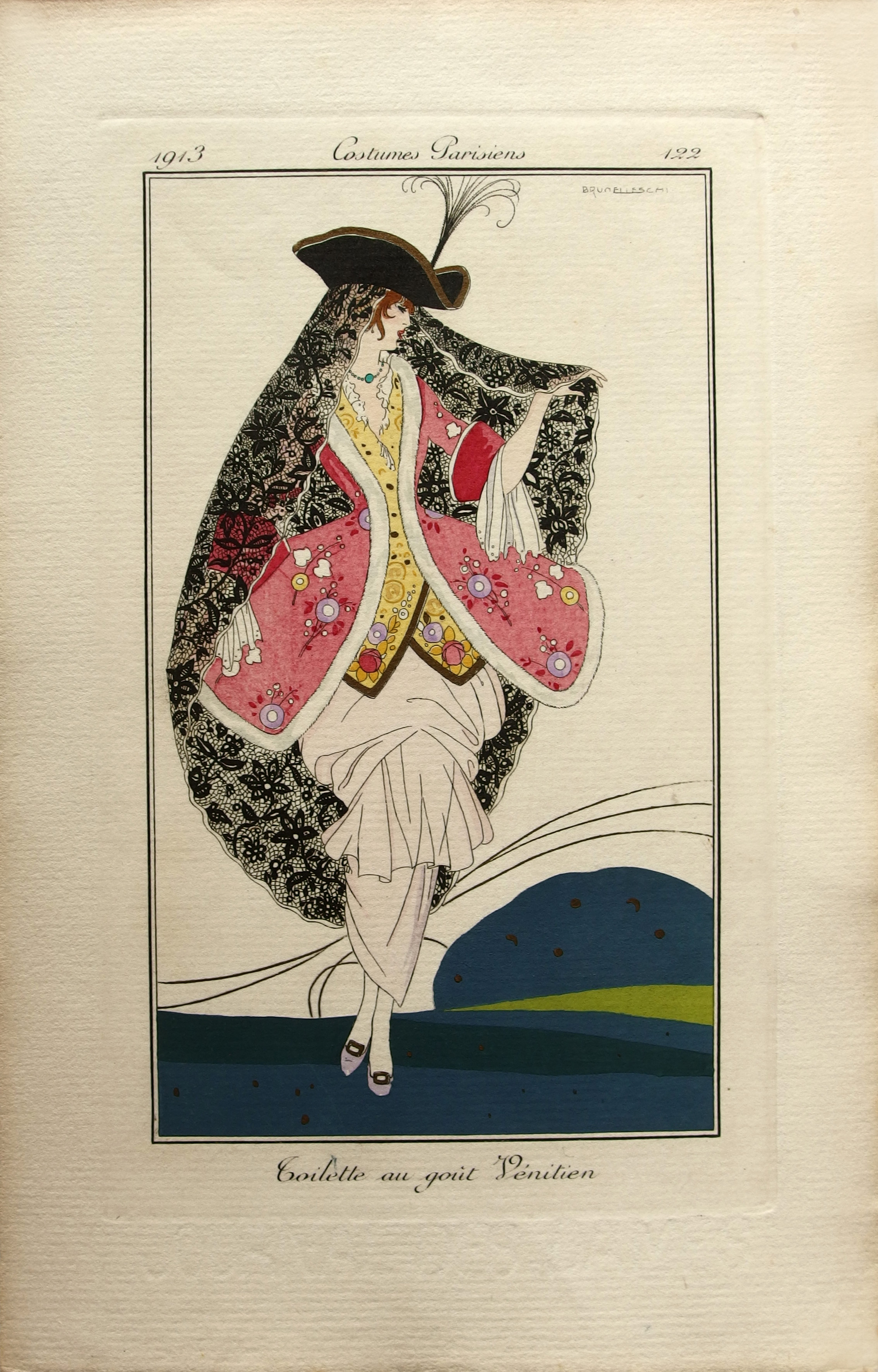
« Toilette au goût Vénetien », in Journal des dames et des modes no 122, Paris, 1913.

Il donne des dessins à l'Assiette au beurre sous le pseudonyme d'Aroun-al-Rascid  et collabore également à différentes luxueuses revues de mode telles que Les Feuillets d'Art, la Gazette du Bon Ton, Femina, le Journal des Dames et des Modes (relancé par George Barbier), Nos loisirs, etc. Il fut également le directeur artistique d'une revue éphémère (1919-1920), mais remarquée, La Guirlande de l'art et de la littérature. Ambitieux d'une œuvre plus rare, l'artiste ne dédaigne pourtant pas alors de composer des panneaux-réclames pour un grand magasin. Il devient portraitiste, colorant son modernisme d'influences florentines.
Dans les années 1920, Umberto Brunelleschi diversifie ses activités en créant des costumes pour les revues des Folies Bergère ou du Casino de Paris et pour le théâtre (Le Châtelet à Paris, et des théâtres à New York, en Italie et en Allemagne). Il fut le créateur de nombreux costumes de scène pour Joséphine Baker. Ses gravures originales et pochoirs sont édités par L'Estampe moderne (nouvelle série, 1925-1926).
En 1929, il expose au Salon des humoristes de nombreux tableaux dont Fantoches, Le Cadeau du Mandarin et Madrilène'.
La carrière de Brunelleschi est avant tout celle d'un illustrateur ayant entendu à la fois la leçon des maîtres galants du XVIIIe siècle[Lesquels ?] et celle des bouffons de la commedia dell'arte.  Luc Monod recense près de 30 ouvrages illustrés par Brunelleschi, pour des auteurs tels que Andersen, Gabriele D'Annunzio, Charles Perrault, Jean de La Fontaine, Boccace (le Décaméron), Diderot, Voltaire (Candide, L'Ingénu), Goethe, Musset ou encore l'abbé Prévost. Ses gouaches originales pour l'illustration de livres étaient régulièrement exposées dans les différents Salons à Paris et à la Biennale de Venise.
Il est membre du jury de Miss France 1936.

## Œuvres

### Illustrations
- Alfred de Musset,  La nuit vénitienne,  Fantasio,  Les caprices de Marianne, Paris, 1913 lire en ligne sur Gallica
- Voltaire, Candide, Gilbert jeune, librairie d'amateurs, 1933
- Saint François d'Assise, traduit par Frédéric Ozanam, Les petites fleurs de Saint François d'Assise, Gibert Jeune, librairie d'amateurs, 1942
- Henri de Régnier " La pécheresse ", illustrations de Brunelleschi, aux Éditions du Nord Albert Parmentier, Bruxelles, 1944
- " Les contes de Charles Perrault ", illustrations en couleurs de Brunelleschi, Gibert Jeune Librairie d'Amateurs, Paris, 1946
- Alfred de Musset, Œuvres, 12 volumes (poésies : 3 volumes ; proses : 5 volumes ; théâtre : 4 volumes), illustrations d'Umberto Brunelleschi, décoration typographique de Roger Schardner, 1.400 exemplaires numérotés, Presses de Viglino / Au Moulin de Pen Mur, 1946-1949